# رون هاريس (مصور)
رون هاريس (بالإنجليزية: Ron Harris)‏ هو مصور أمريكي، ولد في 1940، وتوفي في 26 مايو 2017.

## روابط خارجية
- رون هاريس على موقع IMDb (الإنجليزية)
- رون هاريس على موقع ديسكوغز (الإنجليزية)
- رون هاريس على موقع قاعدة بيانات الفيلم (الإنجليزية)